# Kumla kommun
59°7′N 15°8′Ø / 59.117°N 15.133°Ø
Kumla er en kommune i landskapet i Närke det svenske län Örebro län beliggende ca. 15 syd for Örebro. Kommunens administrationscenter ligger i byen Kumla.
Kumla er kendt som hjemsted for Sveriges største fængsel Anstalten Kumla.

## Byer
Kumla kommune har fem byer.
Indbyggere pr. 31. december 2005.
| #  | By           | Indbyggere |
| -- | ------------ | ---------- |
| 1. | Kumla        | 13.033     |
| 2. | Hällabrottet | 1.806      |
| 3. | Åbytorp      | 746        |
| 4. | Sannahed     | 419        |
| 5. | Ekeby        | 345        |

## Venskabsbyer
Kumlas venskabsbyer er:
- Frederikssund  Danmark
- Sibbo  Finland
- Aurskog-Høland  Norge

## Personer fra Kumla
- Frida Nilsson (1979-), forfatter,[1] født i Hardemo i Kumla
- Peter Stormare

## Eksterne kilder og henvisninger
1. ↑  Anmeldelse: «Apestjernen» av Frida Nilsson – Anmeldelser og anbefalinger

- Wikimedia Commons har flere filer relateret til Kumla kommun
- ”Kommunarealer den 1. januar 2012” (Excel). Statistiska centralbyrån.